# ده چال
ده چال، روستایی از توابع بخش مرکزی شهرستان خنداب در استان مرکزی ایران است.

## جمعیت
این روستا در دهستان دهچال قرار دارد و براساس سرشماری مرکز آمار ایران در سال ۱۳۸۵، جمعیت آن ۱٬۰۶۳ نفر (۲۵۹خانوار) بوده‌است.روستاهای اطراف ده چال سیران،فوران،جوشیروان و امامزاده ده چال می باشد.